# FIRE BALL!
『FIRE BALL!』（ファイヤーボール）は、龍幸伸による日本の漫画作品。一番にこだわる豪腕投手・片桐球児が主人公の高校野球マンガ。変則的なフォームから放つ速球を武器とする球児の活躍が描かれる。漫画雑誌『月刊少年マガジン』（講談社）2013年3月号から2014年9月号まで連載。単行本は全5巻。

## あらすじ
中学3年生の秋、野球の名門・聖峰学院高校への進学を決めていた片桐球児は、シニアで全国制覇をした天才4番打者の田中太郎と草野球で運命的な出会いを果たす。同じ年の強敵に打たれた球児は、高校野球での目標を太郎にかつことと決め、太郎の進む聖峰学院を避け、公立・羽ヶ丘高校へと進学する。

## 登場人物
片桐球児（かたぎりきゅうじ）
本作の主人公。独特の投球フォームから繰り出す超直下型高速ストレート“ファイヤーボール”を武器とする羽ヶ丘高校1年生投手。何よりも“1番”が好きな天然熱血野球バカ。
田中太郎（たなかたろう）
片桐球児と同じ1年生で、稀有な打撃センスを持った天才本塁打アーチスト。聖峰学院。ポジションは捕手。
星川昴（ほしかわすばる）
羽ヶ丘高校1年生。野球部のマネージャー。球児の幼馴染。
馬場裕介（ばばゆうすけ）
羽ヶ丘高校1年生。ポジションは捕手。シニア出身であることが唯一の自慢。あだ名はビッグママ。
松井カズマ（まついカズマ）
羽ヶ丘高校2年生。類稀なバッティングセンスとパワーを持つ4番打者。ポジションは三塁手。
沢村大輔（さわむらだいすけ）
羽ヶ丘高校2年生。野球部のキャプテンで野球分析オタク。柔軟な手首をしており、安打を量産する、ポジションは遊撃手。

## 書誌情報
- 龍幸伸、『FIRE BALL!』 講談社〈講談社コミックス〉、全5巻
  1. 2013年5月17日発行、ISBN 978-4-06-371381-7
  2. 2013年9月17日発行、ISBN 978-4-06-371389-3
  3. 2013年12月17日発行、ISBN 978-4-06-371403-6
  4. 2014年5月16日発行、ISBN 978-4-06-371419-7
  5. 2014年9月17日発行、ISBN 978-4-06-371436-4